# Święciny
Święciny est une localité polonaise du gmina de Murów dans la voïvodie et le powiat d'Opole.